# Baron Brougham i Vaux

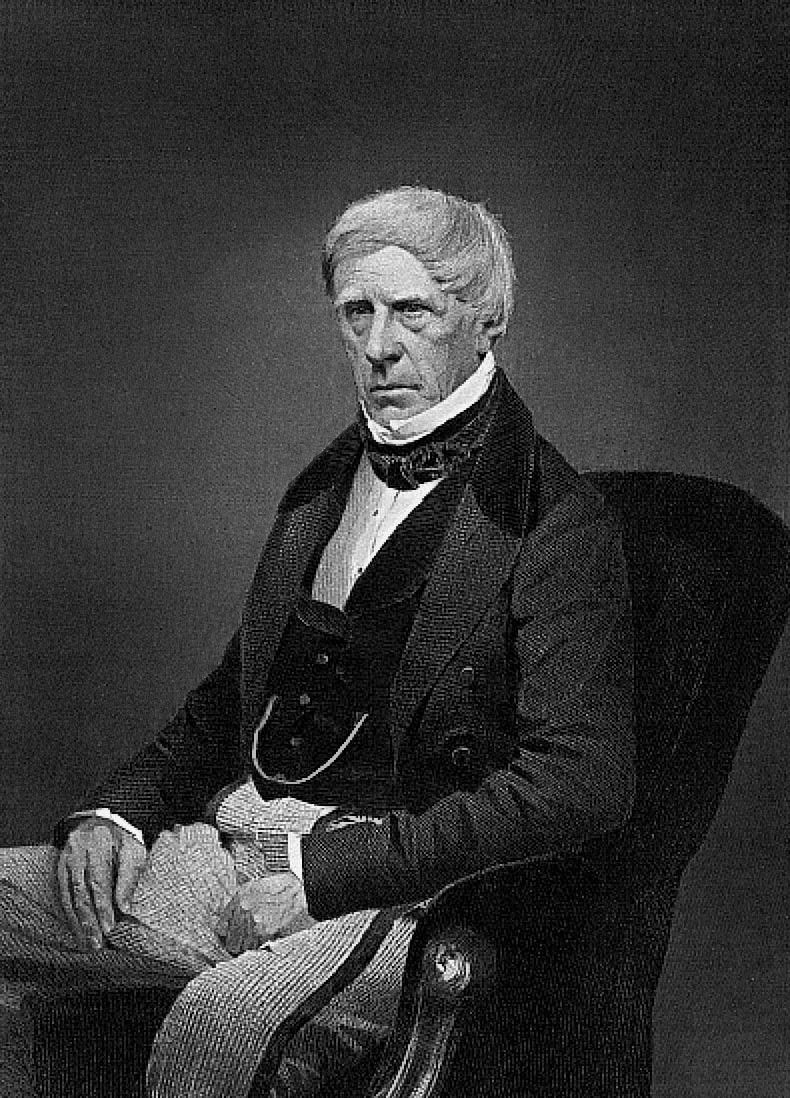
Henry Brougham, 1. baron Brougham i Vaux

Baronowie Brougham i Vaux 1. kreacji (parostwo Zjednoczonego Królestwa)
- 1830–1868: Henry Brougham, 1. baron Brougham i Vaux

Baronowie Brougham i Vaux 2. kreacji (parostwo Zjednoczonego Królestwa)
- 1860–1868: Henry Brougham, 1. baron Brougham i Vaux
- 1868–1886: William Brougham, 2. baron Brougham i Vaux
- 1886–1927: Henry Charles Brougham, 3. baron Brougham i Vaux
- 1927–1967: Victor Henry Peter Brougham, 4. baron Brougham i Vaux
- 1967 -: Michael John Brougham, 5. baron Brougham i Vaux

Następca 5. barona Brougham i Vaux: Charles William Brougham